# رابطة الكراسي المتحركة الأيرلندية
جمعية الكراسي المتحركة الأيرلندية (Irish Wheelchair Association IWA) هي منظمة خيرية في أيرلندا تعمل مع الأشخاص ذوي الإعاقة الحركية. تأسست في عام 1960. وبحلول عام 2016، كان لديها ما يقرب من 2000 متطوع مسجل عبر 32 فرعًا تطوعيًا. تهدف الجمعية إلى الدفاع عن حقوق الأشخاص ذوي الإعاقة الحركية من خلال التأثير على السياسات العامة، وتقديم خدمات متنوعة، ودعم أعضائها.
كان أول رئيس لجمعية الكراسي المتحركة الأيرلندية القس ليو كلوز CM، وهو رياضي مصاب بالشلل النصفي ويستخدم كرسيًا متحركًا.
في عام 2016، قدمت الجمعية خدمات الموارد والتواصل لـ 2064 شخصًا في 57 موقعًا.

## روابط خارجية
الموقع الرسمي